# Ljouwert
Ljouwert (Leeuwarden en neerlandès, Ljouwert en frisó occidental, Liwwadden en frisó urbà) és la capital de la província de Frísia, al nord dels Països Baixos. El 2018 tenia 92.146 habitants repartits per una superfície de 83,95 km² (dels quals 4,36 km² corresponen a aigua). Limita al nord amb Het Bildt, Leeuwarderadeel i Tietjerksteradiel, a l'oest amb Menaldumadeel i al sud amb Littenseradiel i Boarnsterhim.

## Història
Leeuwarden rebé el títol de ciutat el 1435, si bé el lloc on es troba ja era habitat des del segle x. Gràcies a la seva situació arran del Middelzee (braç de mar que penetrava Frísia endins) el comerç va prosperar-hi, i malgrat el tancament de la via marítima el segle xiv la ciutat continuà sent important, fins al punt que a mitjans del segle xvii es comptava entre les deu ciutats més importants dels Països Baixos, amb 16.000 habitants. Actualment, la ciutat queda un important centre regional, si bé ha perdut pes a nivell estatal.
A Leeuwarden nasqueren, entre d'altres, Guillem IV d'Orange, l'artista Maurits Cornelis Escher o la ballarina i espia Mata Hari.

## Clima

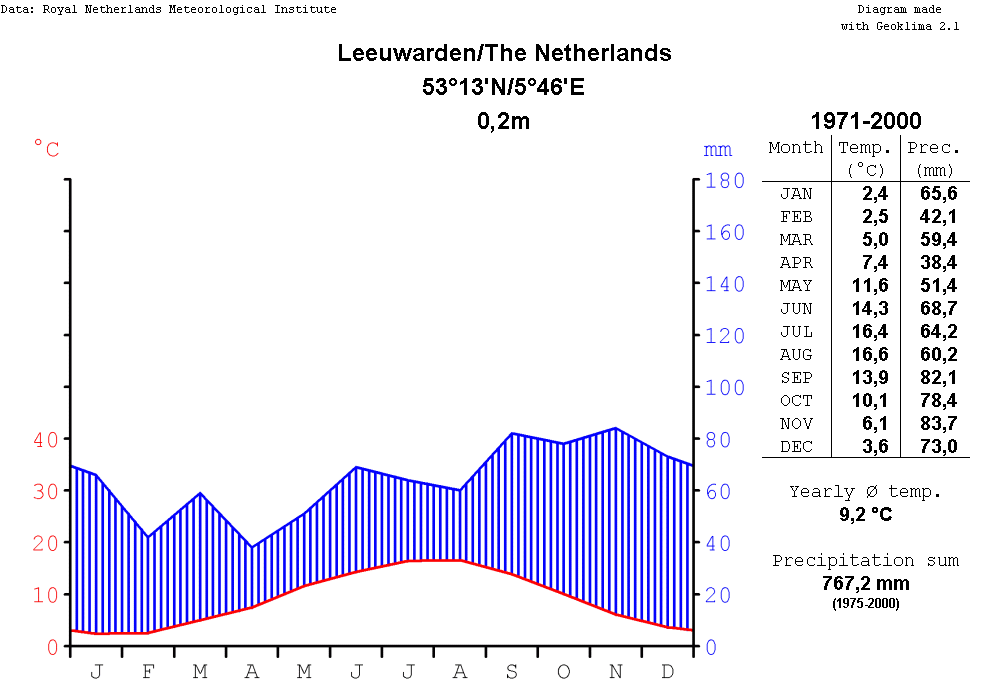
Climograma de Leeuwarden

## Administració
El consistori actual, després de les eleccions municipals de 2007, és dirigit pel socialista Ferd Crone. El consistori consta de 37 membres, compost per:
- Partit del Treball (PvdA), 15 escons
- Crida Demòcrata Cristiana (CDA), 5 escons
- Partit Popular per la Llibertat i la Democràcia (VVD), 4 escons
- Partit Socialista (SP), 4 escons
- PAL/GroenLinks, 4 escons
- Nieuwe Leeuwarder Partij, 2 escons
- ChristenUnie, 2 escons
- Partit Nacional Frisó (FNP), 1 escons

| Període   | Identitat                   | Partit |
| --------- | --------------------------- | ------ |
| 1918-1943 | J.M. van Beyma              |        |
| 1943-1945 | W.J. Schönhard              | NSB    |
| 1945-1946 | J. Algera                   | ARP    |
| 1946-1966 | A.A.M. van der Meulen       | PvdA   |
| 1966-1967 | W. Harmsma                  | PvdA   |
| 1967-1983 | J.S. Brandsma               | PvdA   |
| 1983-1993 | John te Loo                 | PvdA   |
| 1993-1999 | Haijo Apotheker             | D66    |
| 1999-2001 | Loekie van Maaren-van Balen | PvdA   |
| 2001-2004 | Margreeth de Boer           | PvdA   |
| 2004-2007 | Geert Dales                 | VVD    |
| 2007-     | Ferd Crone                  | PvdA   |

## Persones il·lustres
- Maurits Cornelis Escher, litògraf
- Klaas Douwes, compositor del barroc
- Mata-Hari, espia i ballarina
- Douwe Tamminga, poeta i escriptor de literatura frisona
- Piter Jelles Troelstra, polític i poeta frisó
- Saskia van Uylenburgh, muller de Rembrandt

## Galeria d'imatges

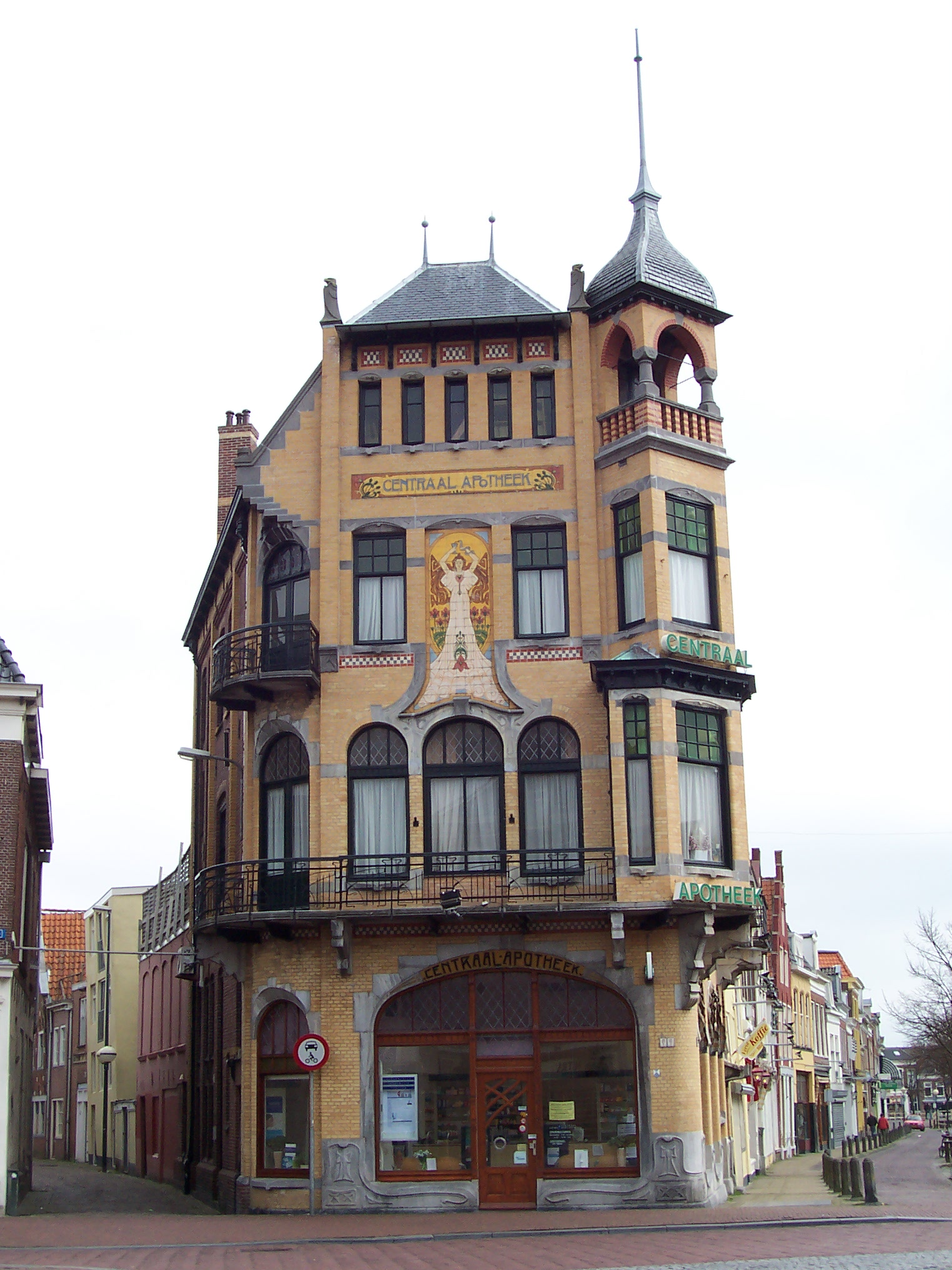
L'edifici de la farmàcia central a Leeuwarden
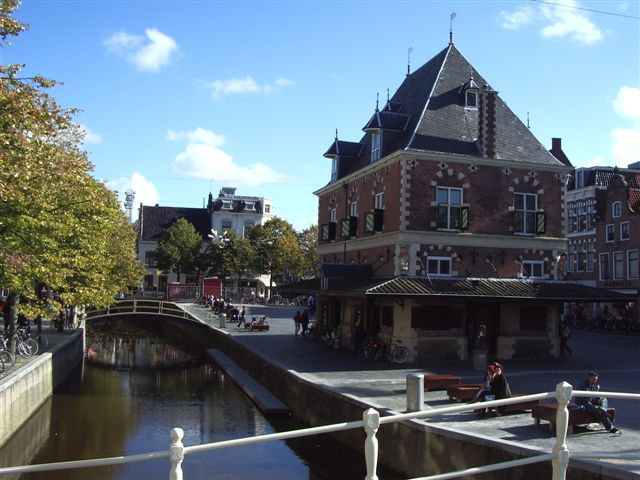
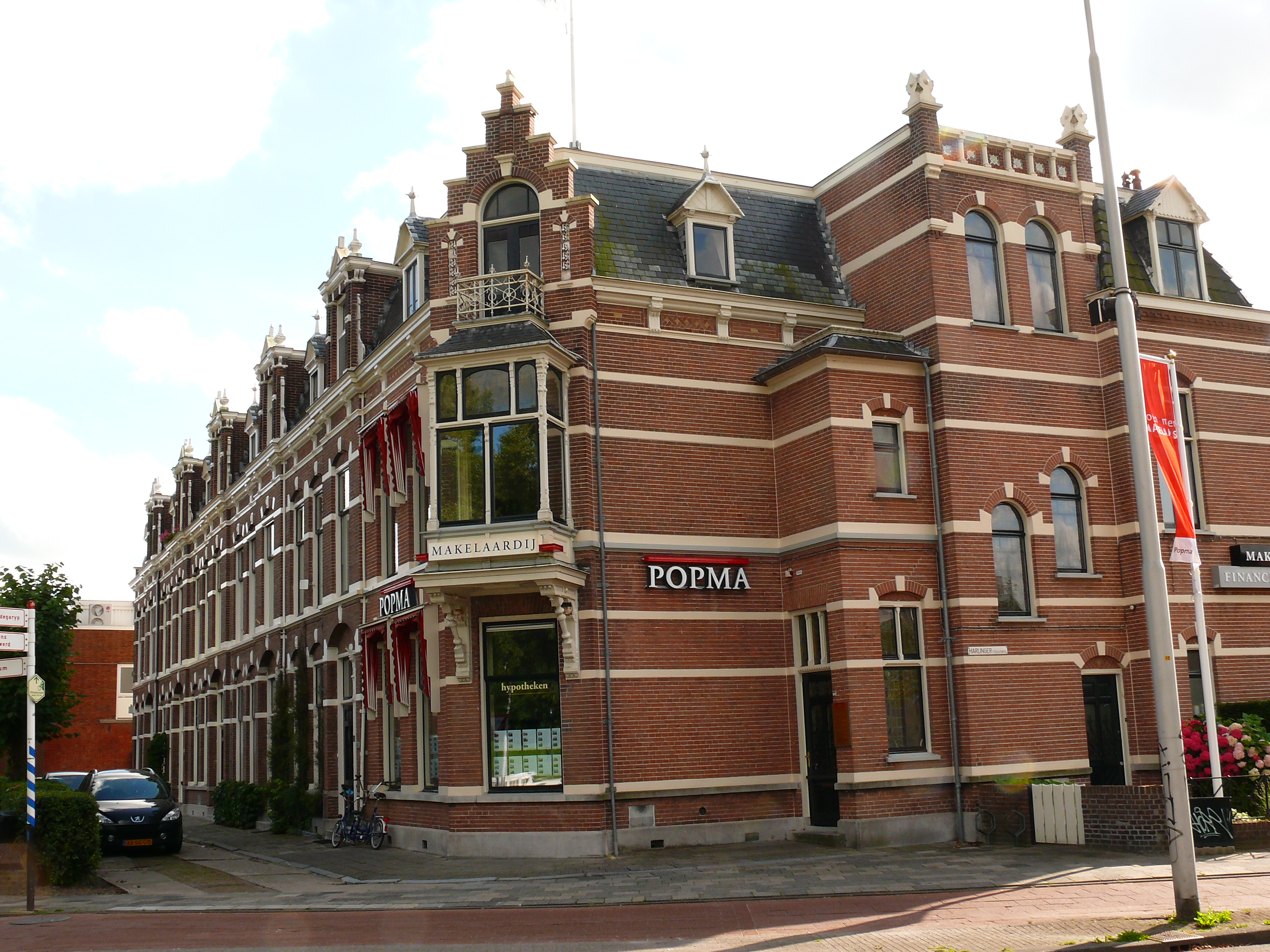
Carrer Harlinger
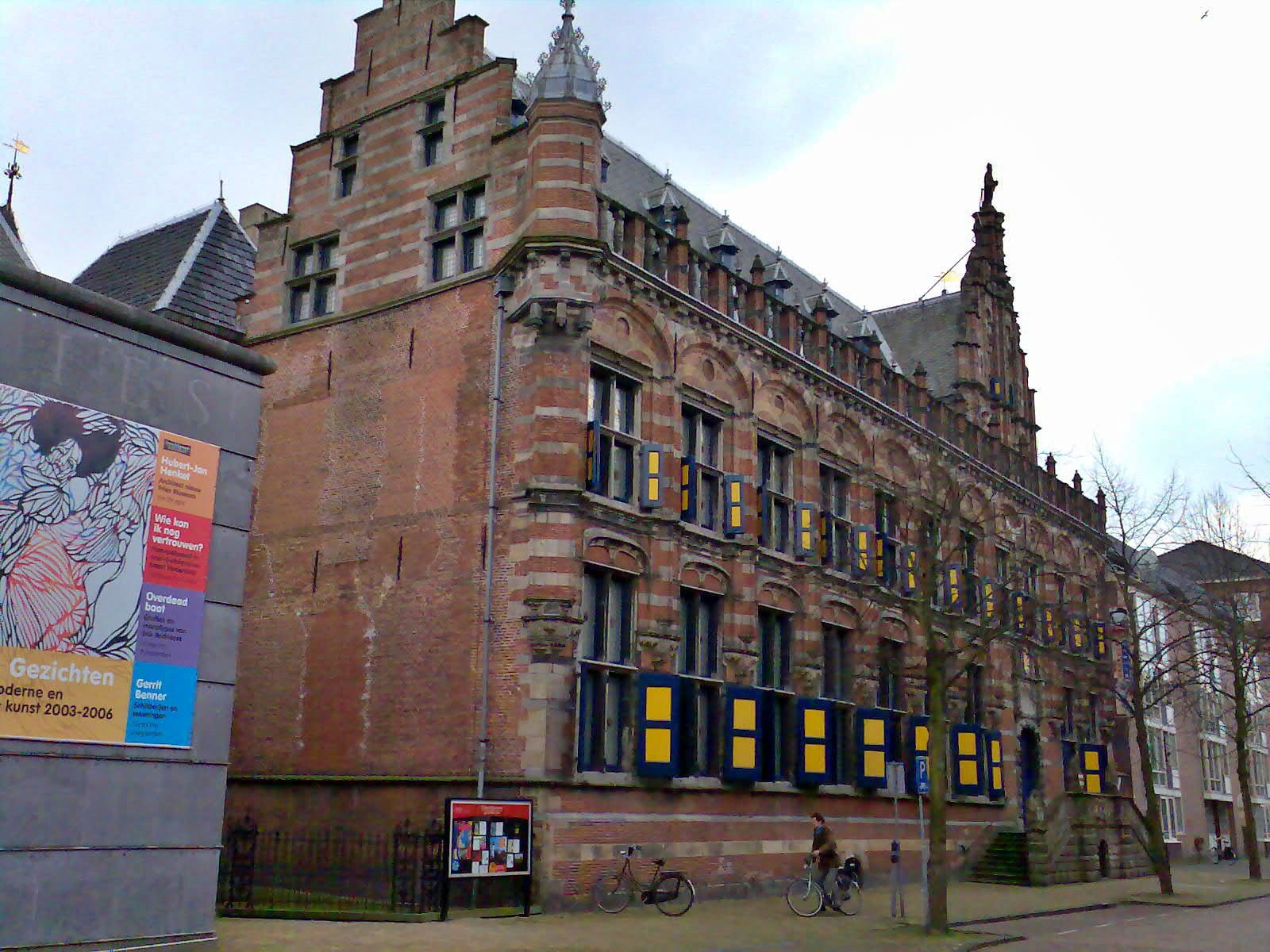
Museu frisó
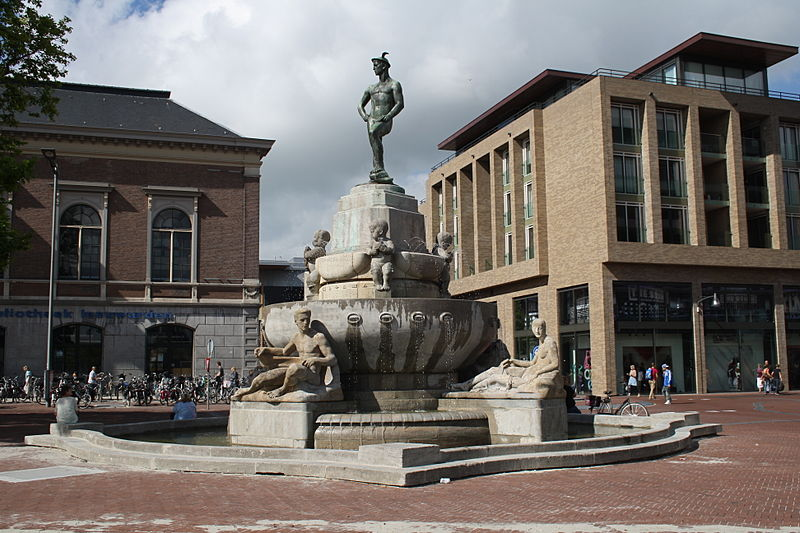
Font de Mercuri
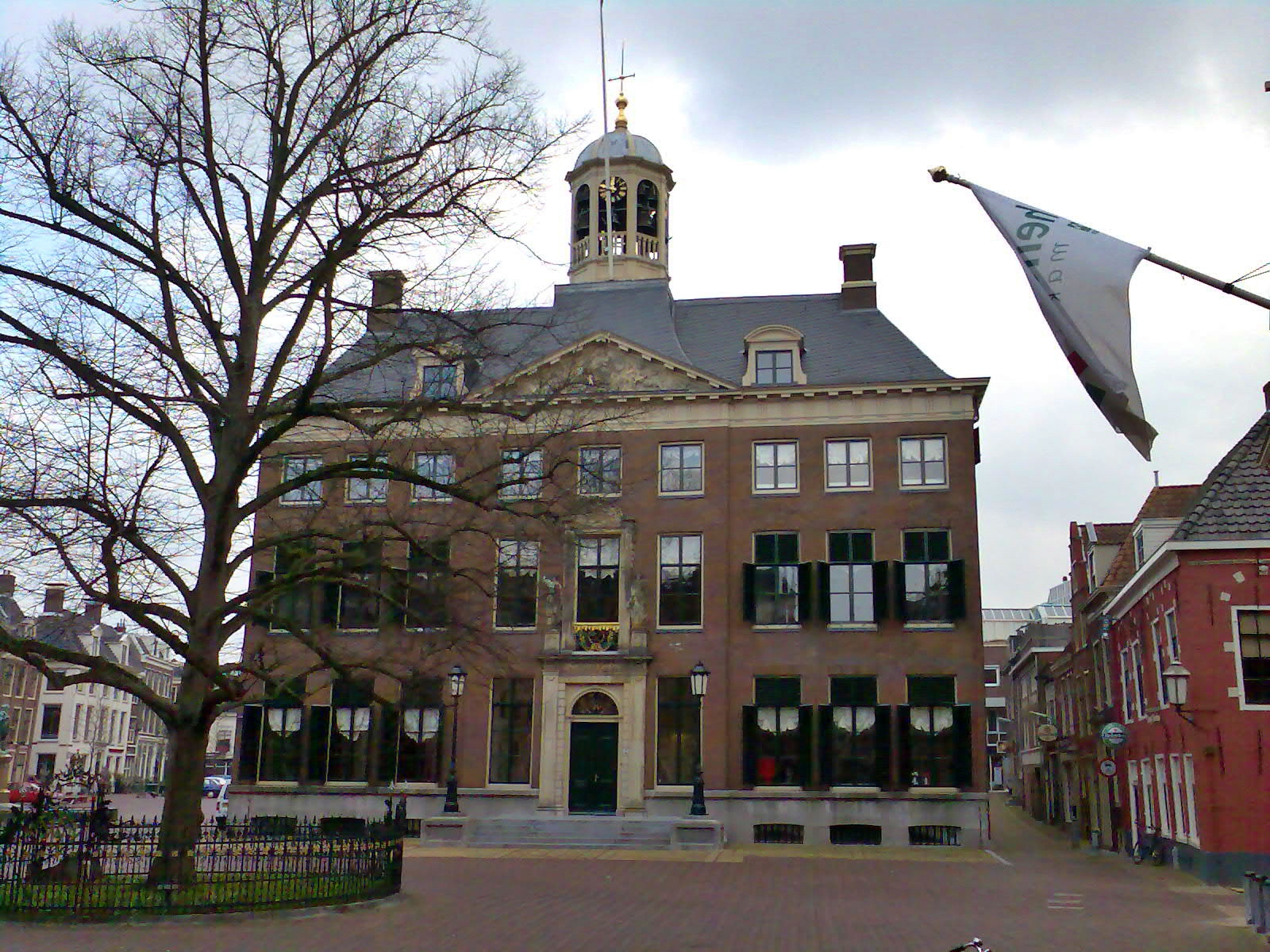
Ajuntament
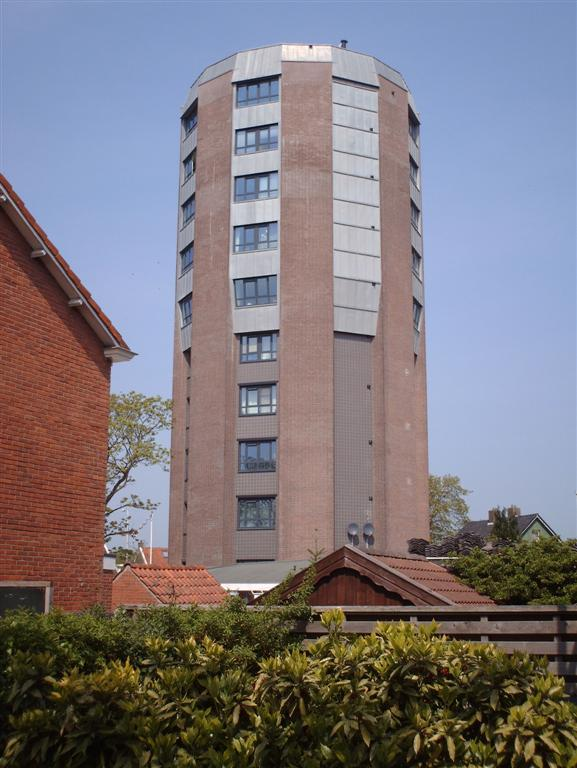
Antiga torre d'aigua transformada en pisos